# Homero (cantante)
Juan Manuel Fernández Bejarano (Lima, 3 de mayo de 1951), conocido artísticamente como Homero, es un cantautor peruano de baladas que desarrolló su carrera en las décadas de los años 70 y 80. Participó en festivales dentro y fuera de su país, como en el festival de Viña del Mar, en Chile.

## Biografía
Nació el 3 de mayo de 1951 en Lima. Ingresó a la Universidad Nacional de Ingeniería. Poco después, decidió retirarse para dedicarse a la música.
En 1973 empezó su carrera cuando es invitado al Festival de Sullana (Sullana) donde obtuvo el premio «revelación» con el tema Un pañuelo y una flor. Luego en el mismo año fue invitado al ‘Festival de Trujillo’ (Trujillo) donde ocupó el segundo lugar con el tema Pecado.
En 1975 fue invitado al Festival de la Voz en el cono sur de La Paz en Bolivia.
En 1976 participó por primera vez en el Festival Internacional de la Canción de Viña del Mar en Chile.
En 1978 resultó ganador en Festival de Benidorm en España, evento que ganó y ese mismo año participó nuevamente en el Festival de Viña del Mar. También en Chile, participó meses más tarde en el Festival de la OTI representando al Perú con el tema Mujer, mujer. Lanzó el tema Y de pensar, con el cual se colocó en los principales lugares de las radioemisoras limeñas.
A inicios de la década de 1980, viajó a Argentina a grabar para el sello Audiovox.
En 1981 participó en un festival de música en Tokio. Es en 1983 que ganó el premio como «mejor intérprete» en el Festival Internacional de Yamaha Tokio en Japón.
En 1988 incursionaría en la salsa romántica grabando algunos LP.
En 1999 en México, acompañado a la guitarra de Pepe Torres, grabó un disco de música criolla.
Para la década de 2000, fue invitado a festivales internacionales como Festival Latinautor en Punta del Este (Uruguay) y ofreció diversas presentaciones en vivo. También grabó algunos discos de música cristiana. en ese disco, la canción Amada mía está dedicada a su esposa.[cita requerida]
En 2004 grabó otro disco de música cristiana en México.
En 2008 celebró sus 35 años de vida artística participando en el 3.er Festival Internacional del Amor y La Amistad donde interpretó uno de sus clásicos temas como Un pañuelo y una flor a dúo con el cantante español Juan Bau.

## Discografía
Álbumes
- 1973: Homero con la orquesta de Rulli Rendo
- 1974: Homero Vol. 1
- 1975: Homero Vol. 2
- 1976: Homero Vol. 3
- 1981: Hola corazón
- 1983: Contra viento y marea (Audiovox)
- El triunfador de Viña del Mar con Rulli Rendo y su espectacular orquesta
- 1984: Si tu supieras (Audiovox)
- 1985: Para quién (Producción Homero y Ticky Argentina)
- 1988: Con él (Producciones Nazareno)
- ¡Como nunca! (Producciones Nazareno)
- Pura salsa (Producciones Nazareno)
- 1999: Homero y la guitarra de Pepe Torres, sentimiento criollo del Perú
- El regreso de Homero
- 2005: El regreso de Homero, concierto en vivo con orquesta y coros de Rulli Rendo (presentación en el Teatro Peruano Japonés)
- 2004: No estoy solo
- Simplemente Homero